# El tesoro de Sierra Madre (película)
El tesoro de Sierra Madre (título original: The Treasure of the Sierra Madre) es una película estadounidense de 1948 escrita y dirigida por John Huston basada en la novela de 1927 The Treasure of the Sierra Madre, escrita por B. Traven. La película contó con las actuaciones de Humphrey Bogart, Walter Huston, Tim Holt, Bruce Bennett, Barton MacLane y Robert Blake.
El tesoro de Sierra Madre fue una de las primeras películas de Hollywood en filmarse en localización fuera de los Estados Unidos, específicamente en México, en los paisajes del estado de Durango, las calles de Tampico, zonas rurales de Coatepec de Morelos y San Miguel Chichimequillas en el municipio de Zitácuaro, (Michoacán), aunque muchas escenas fueron filmadas en el estudio y en otros lugares de los Estados Unidos.
Ganadora de 3 premios Óscar y 3 Globos de Oro, El tesoro de Sierra Madre fue considerada «cultural, histórica y estéticamente significativa» por la Biblioteca del Congreso de Estados Unidos y seleccionada para su preservación en el National Film Registry en 1990. Se encuentra en la quinta posición de la lista de las 100 mejores películas de acción de todos los tiempos según la revista GQ.

## Trama
En 1925, en la ciudad mexicana de Tampico, Fred C. Dobbs (Humphrey Bogart) y Bob Curtin (Tim Holt), dos vagabundos estadounidenses sin recursos, son reclutados por el contratista Pat McCormick (Barton MacLane) como peones para ayudar a construir plataformas petrolíferas por 8 dólares al día. Cuando el proyecto se completa y regresan a Tampico, McCormick se escapa sin pagar a los hombres.
Los dos vagabundos se encuentran con un anciano llamado Howard (Walter Houston) en una pensión de mala muerte. El ex minero, locuaz y sin dinero, les habla de la búsqueda de oro y de los peligros de hacerse rico. Dobbs y Curtin se encuentran con McCormick en una cantina y, tras una pelea en el bar, cobran sus salarios atrasados. Cuando a Dobbs le toca un pequeño premio en la lotería, él, Curtin y Howard tienen suficiente dinero para comprar los suministros que necesitan para ir a buscar oro al interior.
Al salir de Tampico en tren, los tres ayudan a repeler un ataque de bandidos dirigido por un hombre que ellos llaman "Gold Hat" ("Sombrero Dorado"), por el color de su sombrero. Al norte de Durango, el trío se adentra en las remotas montañas de Sierra Madre. Howard demuestra ser el más duro y el que más sabe de los tres. Tras varios días de arduo viaje, Howard descubre el oro que los otros habían pasado de largo.
Los hombres trabajan en condiciones muy duras y acumulan una fortuna en oro aluvial. Pero a medida que el oro se acumula, Dobbs desconfía cada vez más de los otros dos. Los hombres acuerdan dividir el polvo de oro inmediatamente y ocultar sus partes.
Curtin, durante un viaje de reabastecimiento a Durango, es descubierto haciendo compras por un tejano llamado James Cody (Bruce Bennett). Cody sigue en secreto a Curtin hasta el campamento. Cuando se enfrenta a los tres hombres, éstos mienten sobre lo que están haciendo allí, pero él no se deja engañar. Se atreve a proponerles unirse a su equipo y que compartan las futuras ganancias. Howard, Curtin y Dobbs lo discuten y votan por matarlo. Mientras anuncian su veredicto, pistola en mano, llegan Sombrero Dorado y sus bandidos. Dicen ser federales y, tras un tenso debate, se produce un tiroteo y Cody resulta muerto. Una auténtica tropa de Federales aparece de repente y persigue a Sombrero Dorado y su banda. Los tres buscadores examinan los efectos personales de Cody. Una carta de una esposa cariñosa revela que él solo intentaba mantener a su familia.
Howard es llamado para asistir a los aldeanos locales con un niño pequeño gravemente enfermo. Cuando el niño se recupera, al día siguiente, los aldeanos insisten en que Howard vuelva con ellos para ser honrado. Howard deja sus bienes con Dobbs y Curtin y dice que se reunirá con ellos más tarde. Dobbs y Curtin discuten constantemente, hasta que una noche Dobbs dispara a Curtin y se lleva todo el oro. Sin embargo, Curtin no está muerto; consigue arrastrarse y esconderse durante la noche.
Al ver que Curtin ha desaparecido, Dobbs huye, pero es emboscado en una charca por Sombrero Dorado y sus hombres. Primero juegan con él y luego lo matan. Los bandidos confunden las bolsas de polvo de oro con arena, por lo que las rompen y las vacían, llevándose sólo los burros y las provisiones. El oro se dispersa por el fuerte viento. Mientras tanto, Curtin es descubierto por los indios y llevado al pueblo de Howard, donde se recupera.
La banda de Sombrero Dorado intenta vender los burros robados en el pueblo, pero un niño reconoce las marcas que llevan los burros (y la ropa de Dobbs, que llevan puesta los bandidos) y los denuncia a las autoridades. Los bandidos son capturados y ejecutados sumariamente por los Federales.
Howard y Curtin regresan a Durango en medio de una tormenta de polvo con la esperanza de reclamar su oro, pero encuentran las bolsas vacías. Al principio, conmovidos por la pérdida, primero Howard y luego Curtin comprenden la inmensa ironía de sus circunstancias, y estallan en carcajadas. Howard decide volver al pueblo para aceptar la oferta de un hogar permanente y un puesto de honor como un sanador entre los aldeanos, mientras que Curtin vende sus propiedades recuperadas para volver a Estados Unidos, donde buscará a la viuda de Cody. Mientras Curtin se marcha, la cámara se desplaza hasta un cactus que pasa a caballo. Junto a él hay otra bolsa vacía.
En definitiva, la película plasma magistralmente la degradación de valores, tales como la amistad o el compañerismo, que sucedían en la época de la "fiebre del oro", y muestra además que hasta la persona más honrada podía verse empujada a cometer los crímenes más horrendos al verse superada por su codicia.

## Reparto

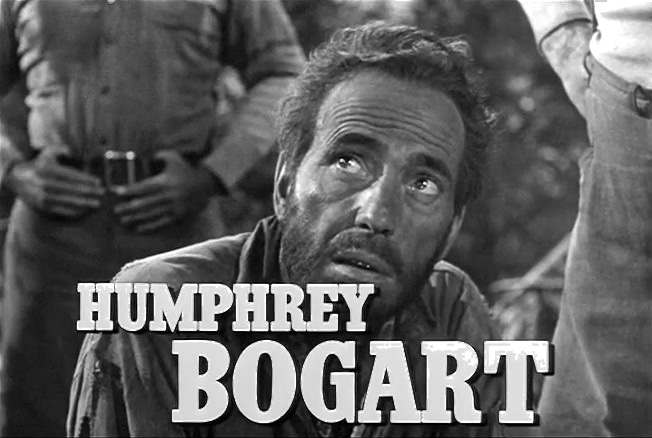
Presentación de Humphrey Bogart en el avance de la película.

- Humphrey Bogart como Fred C. Dobbs
- Tim Holt como Bob Curtin
- Walter Huston como Howard
- Alfonso Bedoya como Gold Hat (Sombrero Dorado), el jefe de los bandidos
- Bruce Bennett como James Cody
- Barton MacLane como Pat McCormick
- Manuel Dondé como el Jefe

## Premios y candidaturas

### Premios Óscar
| Categoría              | Candidato     | Resultado |
| ---------------------- | ------------- | --------- |
| Mejor película         | Warner Bros.  | Candidata |
| Mejor director         | John Huston   | Ganador   |
| Mejor actor de reparto | Walter Huston | Ganador   |
| Mejor guion adaptado   | John Huston   | Ganador   |

### Globos de Oro
| Categoría              | Candidato              | Resultado |
| ---------------------- | ---------------------- | --------- |
| Mejor película – Drama | Mejor película – Drama | Ganador   |
| Mejor director         | John Huston            | Ganador   |
| Mejor actor de reparto | Walter Huston          | Ganador   |